# Vintage
Vintage härstammar från latinet, där det betyder vinskörd (vin-tid) och ursprungligen syftat på vin gjort på druvor från samma år. Betydelsen har senare utökats till "äldre fin kvalitet eller årgång" eller "äldre", ursprungligen enbart om vin, men på senare tid även om andra typer av varor, såsom klädesplagg, bilar (särskilt från åren mellan världskrigen, till skillnad från äldre som kallas veteranbilar), musik och musikinstrument, böcker, filmer och så vidare.
I Frankrike syftar vintage (uttalas vintεdʒ, vε̃tεdʒ eller vε̃ta:ʒ) på vin (ursprungligen portvin) som är gjort enbart eller huvudsakligen av druvor från ett visst år (på svenska årgångsvin). Termen används även, något oegentligt, för finare vin som är lagrat och oftast gjort på de bästa druvorna.  I England har uttalet anglifierats till vintidʒ. 
I modesammanhang syftar vintage på kläder från en annan era, exempelvis sent 1800-tal eller 1960-tal. Ibland hävdas att kläder bör vara minst 25 år gamla för att kallas vintage, men åsikterna om detta går isär. I USA förekommer det att kläder från "grunge-eran" säljs som 1990-talsvintage. 
På auktionssajter som till exempel E-bay och Tradera används termen vintage ibland felaktigt som synonym till retro vid klädförsäljning. Detta är dock missvisande, eftersom begreppet retro innebär att plagget är nyproducerat i en tidigare tidstypisk stil (exempelvis 1960-talsinspirerade klänningar eller förkläden i 1950-talsstil). Till exempel kan ett nyproducerat plagg som säljs i en klädesbutik inte vara vintage, men kan däremot vara i retrostil.
Inom möbelbranschen används termen vintage ofta för grövre trä-liknande stuk på skivor och material.